# El largo camino al éxito
El largo camino al éxito es el segundo disco de estudio del guitarrista, compositor y cantante chileno de rock Claudio Narea. Fue publicado en 2006 en formato CD y digital.
El disco fue lanzado tres años después de la segunda salida de Narea de Los Prisioneros, ocurrida en 2003; y 6 años después del lanzamiento de su primer disco solista, el homónimo Claudio Narea. Fueron lanzados como sencillos los temas «Rico el país» (que contó con un videoclip) y «Baile mental».
El álbum se caracteriza por un sonido rock, con tintes al sonido clásico de Los Prisioneros y guiños a The Clash y al rockabilly, dos de las mayores influencias de Narea durante su carrera, tanto con Los Prisioneros como con Profetas y Frenéticos y en sus álbumes solistas.

## Lista de temas
Todas las canciones fueron compuestas por Claudio Narea.

| N.º   | Título                      | Duración |  |
| 1.    | «El largo camino al éxito»  | 4:13     |  |
| 2.    | «Rico el país»              | 3:43     |  |
| 3.    | «Mario»                     | 3:13     |  |
| 4.    | «Baile mental»              | 3:29     |  |
| 5.    | «Doralisa»                  | 4:42     |  |
| 6.    | «Bórralo»                   | 2:40     |  |
| 7.    | «Radio Desinterés»          | 2:22     |  |
| 8.    | «Simplón»                   | 4:19     |  |
| 9.    | «Estrella idiota»           | 2:45     |  |
| 10.   | «Si calienta el sol»        | 3:53     |  |
| 11.   | «Cuando todo está al revés» | 3:11     |  |
| 38:44 |                             |          |  |

## Personal
- Claudio Narea: Guitarras, voz
- Jaime Medel: Guitarras
- Daniel Guajardo: Bajo
- Diógenes Matus: Batería

El grupo conformado por Medel, Guajardo y Matus fue bautizado por Narea como "Los Indicados", y fue su banda de acompañamiento durante varios shows en vivo.

## Recepción
El álbum obtuvo un éxito moderado en ventas y popularidad en Chile, y fue aclamado por la prensa especializada. En el 2005, el año anterior al lanzamiento del álbum, Narea realizó una presentación en una sala de la SCD, donde, además de algunas canciones de Los Prisioneros, Profetas y Frenéticos y su primer disco solista, presentó algunos de los temas que conformarían El largo camino al éxito, obteniendo reseñas positivas en periódicos como EMOL y Las Últimas Noticias.

Del material nuevo, reluce 'Rico el país', con Narea recurriendo una vez más al cofre de The Clash, mientras que la artesanía de 'Te he visto en películas', 'Si calienta el sol' y 'El largo camino al éxito' retrata con vigor el universo y la fe de Narea: los viejos sonidos del rock en nupcias con el pop nunca fallan.
Marcelo Contreras, EMOL

El guitarrista tiene el hambre de los novatos y no busca estancarse en su pasado estelar. Todo lo contrario. Narea sabe que en esta carrera de largo aliento no solo está peleando contra el fantasma de sus ex compañeros, sino que también está luchando por un bien superior: demostrar que posee el veneno preciso para encantar a las mayorías.
Y anoche lo logró. Evidenció tranquilidad, repartió bromas —voy a tocar una canción nueva, pero no tengo la letra y no me la sé—, sentenció antes de cantar 'Rico el país'— y mandó un camuflado saludo a Jorge González cantando 'Ya no eres el rítmico de antes'. Y aunque Narea se sacó los grilletes de su ex banda, igual repasó algunos viejos temas.
Felipe Rodríguez, Las Últimas Noticias

Después de su lanzamiento, el álbum obtuvo críticas positivas. La revista Rolling Stone lo incluyó como uno de los mejores discos del año, y nombró a Narea uno de los "personajes del año". Por otra parte, el disco fue nominado a los Premios Altazor 2007, en la categoría "Rock" dentro de "Artes musicales".

Para Claudio Narea, su segundo álbum solista ha sido el trabajo en el que al fin objetivos y resultados obedecen a su control creativo. Lo más llamativo en "El largo camino al éxito" es la voz de quien lo presenta. No sólo Narea se ha afirmado como cantante, sino que también ofrece lúcidas interpretaciones sobre el país alrededor suyo. [...] El largo camino al éxito es un disco profundo con apariencia de diversión. Suena fuerte, agita los pies y se queda en la memoria del auditor por días. Luego repara uno en que es su hondura lo que hace la diferencia. El fondo consistente y atemporal es lo que divide a los principiantes de los músicos experimentados con tantas marcas en la biografía.

A nivel de popularidad, tuvo un éxito moderado en Chile. El sencillo «Rico el país» tuvo alta rotación en algunas emisoras, así como el videoclip en canales como MTV. Sin embargo, no logró uno de los objetivos de Narea: el reconocimiento en México, pues si bien viajó para lanzar el disco en dicho país, ninguna empresa le ofreció nada concreto.